# Soul Music
Soul Music er den 16. bog i Terry Pratchetts Diskverden serie, udgivet for første gang i 1994. OBS! Bogen er endnu ikke udgivet på dansk, derfor vil navne i denne artikel fortrinsvis skrives på originalsproget (engelsk) -enkelte navne er brugt i oversættelser af andre bøger i serien og vil blive brugt her. Udkom i 1996 som TV-serie i 7 afsnit.
Som så mange andre af Pratchetts bøger introducerer den et element fra det moderne samfund til den magiske, svagt middelalderlige diskverden. I dette tilfælde er det Rock'n'Roll og stjernestatus, med næsten katastrofale konsekvenser. I bogen møder vi også Susan Sto Helit, datter af Mort og Ysabel og Dødens barnebarn.

## Resumé
Historien følger "The Band With Rocks In It" (ordspil, Bandet med sten i eller Bandet med rock i) igennem deres kortlivede, men meget glamourøse musikalske karriere. Bandet består af de følgende medlemmer:
- Imp Y Celyn, en ung mand fra Llamedos, som synger og spiller guitar. Hans navn er walisisk og betyder "Bud of Holly" (knop fra kristtorn). Senere bruger han pseudonymet Buddy.
- Lias Bluestone, en trold der spiller slagtøj, som på typisk troldemanér består i at slå sten sammen. Han tager senere navnet "Cliff", på trods af sine kollegers advarsel om, at ingen holder ret længe i musikbranchen med det navn.
- Glod Glodsson, en dværg som spiller horn, og som ikke er bange for at indrømme at han er i musikbranchen for pengene.

Bandet bliver opdaget af C.M.O.T. Dibbler (Cut-Me-Own-Throat Dibbler), som bliver Diskverdenens første manager. Han prøver med alle midler at tjene kassen på bandet uden at de opdager det. Han hyrer desuden trolden Asphalt (Asfalt) som roadie til at følge bandet på deres tour.
Imens er Døden i et filosofisk humør og tager på ferie for at søge en måde at glemme nogle af sine mere plagsomme minder, såsom hans adopterede datter Ysabel og hendes ægtemand Morts nylige død. I mellemtiden opdager hans barnebarn Susan Sto Helit sandheden om sin mor og bedstefar, da hun tvinges til at være vikar for Døden. Det bliver problematisk, da hun falder for Buddy og prøver at redde ham fra hans "lev stærkt, dø ung" skæbne, som Diskverdenens første rockstjerne.
Buddy vil lave en gratis koncert, og da Dibbler regner ud hvor meget han kan tjene på at sælge merchandise og sin specialitet sausages-in-a-bun til gæsterne går han med til forslaget. Et stort antal bands, alle dannede som reaktion på det originale Bands With Rocks deltager i den største koncert nogensinde.
Efter koncerten flygter bandet fra de fanatiske fans. De forfølges af den vrede Musicians Guild (Musikernes lav), C.M.O.T. Dibbler, Døden og Susan.